# Madalena Almeida
Madalena Almeida (Cascais, 28 de junho de 1997) é uma atriz portuguesa, premiada no Prémios Sophia 2024, na categoria de Melhor Actriz Secundária. 

## Biografia
Madalena Almeida nasceu a 28 de junho de 1997, em Cascais.
Começou a sua carreira em 2016 na televisão na novela Santa Bárbara, da TVI. Ainda em 2016, estreou-se na ficção da SIC na novela Amor Maior.
Em 2017, regressou à TVI para representar Joana Viegas na 1.ª temporada de A Herdeira.
Em 2018, estreou-se na RTP1 na série Circo Paraíso e antagonizou a novela Alma e Coração, da SIC no mesmo ano.
Em 2019, entrou na 6.ª temporada de Conta-me Como Foi, no papel de Luz, na RTP1.
Em 2020, entrou na 4.ª temporada da série Golpe de Sorte da SIC. Ainda em 2020, gravou a versão jovem da personagem Linda Sousa em Amor Amor, também da SIC, que estreou em 2021.
Em 2021 voltou à RTP1, para dar vida a Rita Paixão, na série Até que a Vida nos Separe.
No cinema estreou-se em Ramiro (2017), um longa-metragem realizado por Manuel Mozos.

## Prémios e reconhecimento
Em 2024, foi distinguida com o prémio de Melhor Actriz Secundária, na edição dos Prémios Sophia, pelo seu papel no filme Mal Viver, do realizador João Canijo. 

## Filmografia

### Televisão
| Ano         | Projeto                        | Papel                | Papel               | Canal |
| ----------- | ------------------------------ | -------------------- | ------------------- | ----- |
| 2016        | Santa Bárbara                  | Marisa Vasques       | Elenco Principal    | TVI   |
| 2016 - 2017 | Amor Maior                     | Cátia Sousa          | Elenco Principal    | SIC   |
| 2017 - 2018 | A Herdeira                     | Joana Viegas         | Elenco Principal    | TVI   |
| 2018 - 2019 | Alma e Coração                 | Vitória Neto         | Antagonista         | SIC   |
| 2018 - 2019 | Circo Paraíso                  | Jasmin Napoleão      | Elenco Principal    | RTP1  |
| 2019 - 2020 | Conta-me como Foi              | Luz                  | Elenco Principal    | RTP1  |
| 2020 - 2021 | Golpe de Sorte (4.ª temporada) | Lara de Jesus        | Protagonista        | SIC   |
| 2021        | Amor Amor                      | Linda Sousa (jovem)  | Elenco Adicional    | SIC   |
| 2021        | Até Que a Vida Nos Separe      | Rita Paixão          | Elenco Principal    | RTP1  |
| 2021        | Pôr do Sol (1.ª temporada)     | Vera                 | Elenco Principal    | RTP1  |
| 2022        | A Rainha e a Bastarda          | Maria Afonso         | Elenco Principal    | RTP1  |
| 2022        | Três Mulheres                  | Mafalda              | Elenco Adicional    | RTP1  |
| 2022        | Pôr do Sol (2.ª temporada)     | Vera                 | Elenco Principal    | RTP1  |
| 2022 - 2023 | Praxx                          | Marta                | Protagonista (OPTO) | SIC   |
| 2023        | Lúcia, a Guardiã do Segredo    | Madalena Albuquerque | Protagonista (OPTO) | SIC   |
| 2024        | Matilha                        | Filha do defunto     | Elenco Adicional    | RTP1  |
| 2024        | Hotel do Rio                   | Salomé               | Protagonista        | RTP1  |
| 2025        | Mulheres, às Armas             | Deolinda             | Protagonista        | TVI   |

### Cinema
| Ano  | Título                                      | Personagem | Ref.           |
| ---- | ------------------------------------------- | ---------- | -------------- |
| 2017 | Ramiro                                      | Daniela    | [ 10 ]         |
| 2023 | Mal Viver                                   | Salomé     |                |
| 2023 | Viver Mal                                   | Salomé     |                |
| 2023 | Pôr do Sol: O Mistério do Colar de São Cajó | Vera       |                |
| 2024 | Estéril                                     | Vivi       | Curta-metragem |

### Teatro
- 2018 - Um Dia Uma Vida - Ruy Belo, Encenação de Marta Dias, Teatro Aberto[11]
- 2017 - Toda a Cidade Ardia - Marta Dias (baseado na obra poética de Alice Vieira), encenação de Marta Dias, Teatro Aberto[11]
- 2017 - Lugares #1 - Miguel Graça, encenação de Pedro Caeiro, Primeiros Sintomas[11]
- 2016/17 - Cais Oeste - Bernard-Marie Koltès, encenação de Carlos Avilez, Teatro Experimental de Cascais[11]
- 2016 - Guernica - Fernando Arrabal, encenação de Carlos Avilez, Teatro Experimental de Cascais[11]
- 2015/16 - Se Eu Não Fechar os Olhos - Miguel Graça, encenação de Miguel Graça e Pedro Caeiro, Teatro Experimental de Cascais, Teatro do Bairro e Teatro do Bolhão[11]
- 2015 - Perr Gynt - Henrik Ibsen, encenação de Carlos Avilez, Teatro Experimental de Cascais (Prova de Aptidão Profissional do curso da Escola Profissional de Teatro de Cascais)[11]